# Japanolirion osense
Japanolirion là một chi trong họ Vô diệp liên (Petrosaviaceae). Nó chỉ chứa một loài đặc hữu của Nhật Bản có danh pháp Japanolirion osense.